# 洛伊希
洛伊希是奥地利下奥地利州圣帕尔滕兰县的一个市镇。总面积24.51平方公里，总人口642人，人口密度26.2人/平方公里（2005年）。